# Новая Казмаска
Новая Казма́ска (удм. Выль Казьмас) — деревня в Завьяловском районе Удмуртии, административный центр Казмасского сельского поселения. Расположено в 20 км к востоку от центра Ижевска и в 10 км от Завьялово. Рядом с деревней проходит Гольянский тракт, соединяющий Ижевск, Завьялово и Гольяны. Через деревню протекает река Русская Казмаска.

## История
До революции деревня входила в Сарапульский уезд Вятской губернии. По данным десятой ревизии в 1859 году в 52 дворах казённой деревни Новая Казмаска при речке Казмаске проживало 513 человек, работало 3 мельницы и кузница.
С 1925 года деревня входила в Ново-Мартьяновский сельсовет, став его центром. В 1954 году Ново-Мартьяновский сельсовет объединяется с Ильинским в Казмасский сельсовет, который в 1994 преобразуется в Казмасскую сельскую администрацию, а в 2005 в Муниципальное образование «Казмасское» (сельское поселение).

## Население
| 2010 | 2012  |
| ---- | ----- |
| 1329 | ↘1319 |

## Экономика и социальная сфера
Главным предприятием деревни является АО «им. Азина», преобразованное из одноимённого колхоза.
В Новой Казмаске работают МБОУ «Казмасская средняя общеобразовательная школа им. Героя Советского Союза Н.С. Павлова», детский сад, клуб.

## Улицы
- Азина улица
- Восточный микрорайон
- Журавлевский переулок
- Заречная улица
- Колхозная улица
- Мира улица
- Молдавский переулок
- Молодёжная улица
- Нагорная улица
- Подгорная улица
- Подлесная улица
- Родниковая улица
- Родниковый переулок
- Садовая улица
- Северный микрорайон
- Сосновая улица
- Сосунова улица
- Шурйылка улица
- Южный микрорайон
- Ястребовский переулок
- Злобина улица
- Орлова улица

## Известные люди
- Вячеслав Ар-Серги — Народный писатель Удмуртской Республики.
- Морозов, Василий Николаевич — Заслуженный деятель искусств Удмуртии, член Союза художников России.